# Martin M. Atalla
Martin M. Atalla o John M. Atalla, sobrenoms de Mohammed M. Atalla (àrab: محمد محمد عطلة, Muḥammad Muḥammad ʿ Aṭalla) (Port Said, Egipte, 4 d'agost 1924 - Atherton, Califòrnia, 30 de desembre 2009), va ser un enginyer i empresari estatunidenc en el camp de la tecnologia de semiconductors i ordinador personal - seguretat de dades. En reconeixement de la seva tasca en el sistema de Personal Identification Number System (PIN) del Sistema de gestió de la seguretat de la informació, se'l va anomenar "Pare del PIN".
Nascut a Port Said, Egipte, M. Atalla va estudiar per primera vegada a la Universitat del Caire a Egipte, on va obtenir la seva llicenciatura com a Batxiller en ciències. Després va anar als Estats Units per estudiar Enginyeria mecànica, a la Universitat de Purdue. Allà va obtenir el seu màster el 1947 ( Master  en Ciències d'Enginyeria Mecànica) i es va doctorar el 1949 (PhD).
Després de completar els seus estudis i el doctorat, Atalla es va convertir en empleat dels Bell Laboratories. Allà, va realitzar investigacions sobre l'ús del diòxid de silici com a capa protectora per al silici en dispositius semiconductors. Aquesta investigació va comportar el desenvolupament del primer MOSFET (transistor d'efecte de camp de metall-òxid-semiconductor) juntament amb Dawon Kahng el 1960, que treballava amb Atalla als Bell Labs. Des de llavors, el transistor MOSFET s'ha convertit en el component central dels circuits integrats, així com de les memòries de semiconductors i dels microprocessadors. El 1961, Atalla va cofundar Hewlett-Packard Associates i el 1969 es va incorporar a Fairchild Camera and Instruments.
El 1973 va fundar la Corporació Atalla, que tractava els problemes de seguretat de les entitats bancàries i financeres. Va inventar l'anomenada "Atalla-Box", un sistema de seguretat que encara es segueix emprant en la majoria de les transaccions de caixer automàtic. Atalla també va inventar el sistema PIN, que s'ha convertit en estàndard d'identificació en el sector bancari, entre d'altres. El 1987, Atalla Corporation es va fusionar amb Tandem Computers.
Atalla es va retirar el 1990. Però no va passar molt temps abans que diversos executius dels grans bancs el van convèncer perquè treballés en el desenvolupament de sistemes de seguretat per a Internet. Els preocupava que no hi hagués un marc viable per al comerç electrònic sense innovació a la indústria de la seguretat. Com a resultat d'aquestes activitats, va fundar les empreses TriStrata (1996) i A4 Systems. M. Atalla va viure finalment a Atherton (Califòrnia).